# نهاس أحمر الرأس
نهاس أحمر الرأس (الاسم العلمي: Harpactes erythrocephalus) هو نوع من الفصيلة تلنهاسية.